# Augusto Batalla
Augusto Martín Batalla Vargas (Buenos Aires, 30 de abril de 1996) é um futebolista profissional argentino que atua como goleiro. Atualmente defende o Rayo Vallecano.

## Carreira

### River Plate
Augusto Batalla se profissionalizou no 	River Plate, em 2015.
Augusto Batalla integrou o River Plate na campanha vitoriosa da Libertadores da América de 2015.

## Títulos
River Plate
- Copa Sul-Americana: 2014
- Recopa Sul-Americana: 2015, 2016
- Copa Libertadores da América: 2015